# Акрини (Кожани)
Акрини (грчки: Ακρινή) је насељено место у саставу општине Кожани, округ Кожани, у периферији Западна Македонија, Грчка.

## Име
До 1927. године село Акрини се звало Ινέοβα (Инеова) (1) изведено од турског имена села Инеоба или Ине Оваси.

## Географија
Акрини се налази у југозападном подножју планине Каракамен (Вермио).

## Историја

### Османско царство
На крају 19. века Инеоба (Ине Оваси) је турско село у југозападном делу Кајларске казе Османске империје.
У књизи „Етнографија Једренског, Битољског и Солунског вилајета“ издатој у Цариграду 1878. године, наводи се да је Инебогас турско село са 6 домаћинстава и 180 становника муслимана.(2)
По статистикама службеника Бугарске егзархије Васила К'нчова село Инебогас је турско село са 240 становника Турака.(3)
По подацима грчког конзулата у Еласони 1904. године се наводи да у селу Инеова живи 550 Турака.(4)

### После Балканских ратова
У Првом балканском рату 1912. године, село ослобађа грчка војска. После Другог балканског рата и договора око поделе османске области Македоније, село улази у састав Краљевине Грчке. 1913. године село има 703 становника.(5)
После Грчко-турског рата и договора око размене становништва, село је потупуно напуштено. Становништво је протерано у Турску. На њихово место долазе грчке избеглице из Турске. 1927. године селу је промењено име у Акрини, а 1928. године је избегличко село са 122 породице и 556 становника.(6)
Данас у селу живи 1.128 становника.